# Ленденева
Ленденева — деревня в Заларинском районе Иркутской области России. Входит в состав Новочеремховского муниципального образования. Находится примерно в 8 км к юго-западу от районного центра.

## Население
По данным Всероссийской переписи, в 2010 году в деревне проживало 17 человек (9 мужчин и 8 женщин).